# Oopsis brunneocaudatus
Oopsis brunneocaudatus là một loài bọ cánh cứng trong họ Cerambycidae.